# Línguas germânicas

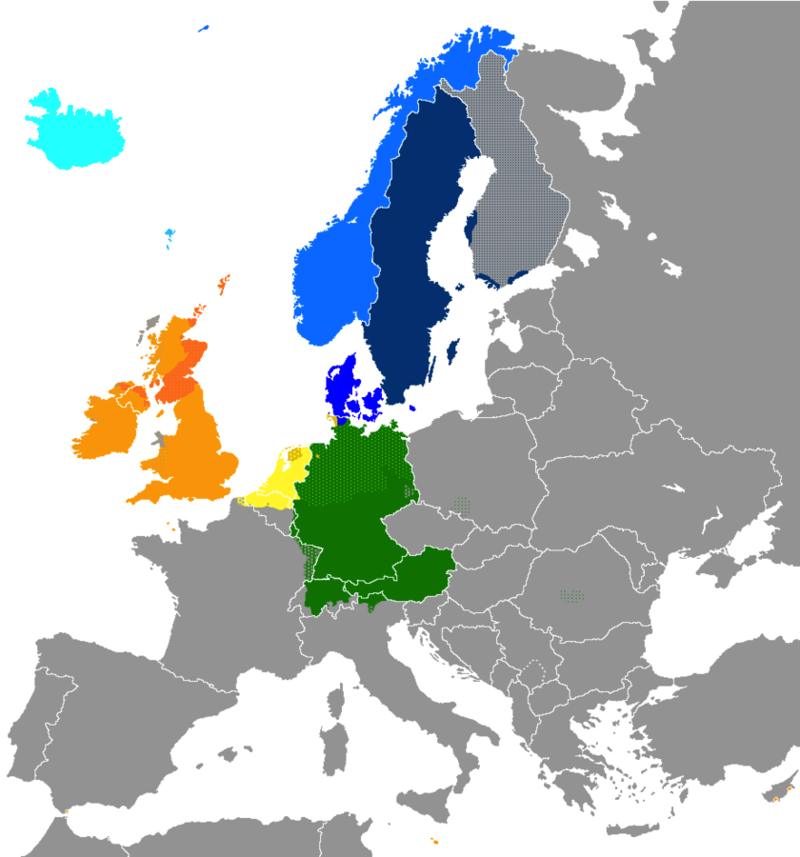
As línguas germânicas na Europa:
Línguas Germânicas do Norte
Islandês
Norueguês
Sueco
Dinamarquês
Línguas germânicas do Oeste
Ânglico escocês
Inglês
Frísio
Holandês
Baixo-alemão
Alemão

As línguas germânicas são um ramo da família indo-europeia. Englobam cerca de 500 milhões de falantes nativos, localizados principalmente na Europa, América do Norte, Oceania e África Austral, e mais de 2 bilhões com a inclusão de bilíngues no mundo todo. Um fenômeno característico de todas as línguas germânicas em contraste com as outras línguas indo-europeias são alterações consonantais através da primeira mudança fonética germânica.
As línguas germânicas ocidentais incluem as três línguas germânicas mais faladas: o inglês, idioma mais falado do mundo, o alemão e o neerlandês (ou holandês). Outras línguas germânicas ocidentais incluem o africâner, o baixo alemão, o iídiche, o ânglico escocês, o limburguês, frísio e o Saxão. maiores línguas germânicas setentrionais são o sueco, o dinamarquês e o norueguês, com o feroês e o islandês também incluídos nesse grupo. As línguas germânicas orientais incluíram o gótico, o burgúndio e o vândalo, todas as quais foram extintas.

## História das línguas germânicas
O registro mais antigo em línguas germânicas, deixando de lado as inscrições rúnicas, são os textos góticos. Os principais representantes deste grupo de línguas são o inglês, o alemão, o neerlandês, o sueco, o dinamarquês e o norueguês. Ainda que muitas dessas línguas, sobretudo o inglês, o alemão e o islandês, possuam abundantes textos no período medieval, os textos mais antigos, sem dúvida estão em língua gótica germana, falada na região do Mar Negro até o século XVI. Os godos haviam emigrado do norte da região do Mar Negro onde governaram até a chegada dos hunos no século IV d.C., que empurraram as tribos godos até os Bálcãs. Graças a Úlfilas, o bispo dos godos ocidentais, criou-se um alfabeto gótico (derivado do alfabeto grego) e se traduziu a Bíblia à língua gótica.
Outros textos góticos antigos foram conservados em inscrições rúnicas, as quais parecem derivar de um dos alfabetos do norte da Itália ou do alfabeto do século I d.C.; estas inscrições foram empregadas amplamente por toda Europa setentrional desde 150 até 900 d.C.. Outra evidência mais antiga é o casco Negau, descoberto na Sérvia e Montenegro contendo a inscrição harixasti teiva, que usualmente se traduz como “ao deus Harigast (Exército)”; trata-se de um inscrição alusiva a um deus germânico. O texto está inscrito em um alfabeto itálico proveniente do rúnico e está datado entre os séculos VII e II a.C..
Afora a evidência textual direta das línguas germânicas, temos os textos dos autores clássicos, o mais importante dos quais é Tácito, que descrevendo a localização e a cultura dos antigos germânicos em sua obra Germânia situou a maior parte das tribos germânicas até cerca de 100 d.C.. Numa região limitada a oeste pelo rio Reno, ao sul pelo Main e a leste pelo Oder. Fontes mais antigas, como Guerras das Gálias de Júlio César, também situam os germanos a leste do Reno.
Portanto, a evidência histórica e textual indica que os povos mais antigos falantes de línguas germânicas estavam distribuídos entre a zona setentrional da atual Alemanha e o sul da Escandinávia.
Abaixo podemos relacionar as línguas germânicas e as datas de seus primeiros registros:
- Rúnico antigo – 200-600 d.C.
- Gótico – 350 d.C.
- Anglo-saxão (Inglês antigo) – 700-1050 d.C.
- Antigo alto alemão – 750-1050 d.C.
- Antigo saxão (Antigo baixo alemão) – 850-1050 d.C.
- Norueguês antigo – 1150-1450
- Islandês antigo – 1150-1500
- Neerlandês médio – 1170-1500
- Dinamarquês antigo – 1250-1500
- Sueco antigo – 1250-1500
- Frisão antigo – 1300-1500

## Dados

As línguas germânicas no Mundo

Há mais de 730 milhões de pessoas que falam alguma língua germânica, o que faz esse ramo ter o segundo maior número de falantes da família indo-europeia, logo atrás do ramo itálico, onde estão as línguas latinas - com mais de 870 milhões de falantes.

## Grupos linguísticos
O segundo deslocamento fonético é um fenômeno local germânico, que se completou no final do período do alto alemão antigo e pelo qual o alto alemão se diferenciou dos dialetos baixos e centrais.
Historicamente, as línguas germânicas se dividem em três grupos:
- Setentrional, que inclui as línguas escandinavas: islandês, norueguês, sueco, dinamarquês e feroês. As línguas literárias antigas são o norueguês antigo e o islandês antigo;
- Ocidental, cujos representantes atuais são o inglês, o alemão, o baixo alemão (Plattdeutsch), o neerlandês, o frisão, o africâner e o iídiche. As etapas históricas do inglês e do alemão estão representadas pelo anglo-saxão, inglês médio, antigo e médio alto alemão;
- Oriental, as línguas dos godos, vândalos, burgúndios, etc. instalados no sul da Europa após a queda do Império Romano. Todas as línguas deste grupo estão extintas.

No grupo ocidental de línguas germânicas também deve-se incluir o luxemburguês, que é uma das três línguas oficiais em Luxemburgo, sendo tão distinto do alemão normativo quanto também o é do neerlandês.
O frisão, falado na Alemanha e na Neerlândia (Países Baixos), consiste de três dialetos divergentes (oriental, ocidental e setentrional) e se fosse aplicado o princípio da inteligibilidade mútua seriam três línguas distintas.

## Gramática
As maiores modificações que produziram a diferenciação do proto-germânico em relação ao proto-indo-europeu se completaram por volta de 500 a.C.. Fonologicamente consiste em: desmembramento em várias vogais; mudanças no modelo de acentuação no nível das palavras e reduções e perdas em sílabas não tônicas. O primeiro desmembramento do som afetou todas as oclusivas sonoras e surdas do proto-indo-europeu.
A outra grande mudança fonológica é denominada segundo desmembramento do som e teve lugar posteriormente, consistindo na variação que sofreram várias consoantes indo-europeias nas línguas germânicas. Por exemplo, a consoante d se converteu em t (latim duo, inglês two), k ou c passou a h (latim collis, inglês hill), um t em th (latim tonitus, inglês thunder), um p em f (piscis/fish), e um g em k ou c (ager/acre). Esta característica foi descrita em detalhe no século XIX pelo filólogo alemão Jacob Grimm (mais conhecido por ser o autor, junto com seu irmão Wilhelm, dos famosos contos dos irmãos Grimm).
A passagem citada abaixo em várias línguas germânicas a partir da Bíblia gótica de Ulfilas, mostra variações interessantes. A palavra hairda (rebanho) tem relação com a inglesa herd, com a sânscrita sardha-, com a lituana kerdzius e com a galesa média cordd, todas significando “tropa”. Igualmente a palavra nahts (noite) é parte do vocabulário básico que achamos em muitas línguas indo-europeias: hitita nekut, sânscrito nakt, grego nyks, albanês nate, latim nox, irlandês in-nocht, lituano naktis, eslavo eclesiástico nosti. A palavra para “temor” agis se relaciona com a grega akhos e com a irlandesa agor.
- Gótico (século IV) - Jah hairdjos wesun in thamma samin landa thairhwakandans jah witandans wahtwom nahts ufaro hairdai seinai. Ith aggilus fraujins anaqam ins jah wulthus fraujins biskain ins, jah ohtedun agisa mikilamma.
- Inglês Antigo (séculos X-XI) - & hyrdas waeron on tham yican rice waciende. & niht-waeccan healdende ofer heora heorda. Tha stod drihtnes engel with hig & godes beorhtnes him ymbe-scean & hi him mycelum ege adredon.
- Inglês médio - And schepherdis weren in the same cuntre, wakinge and hepinge the watchis of the nyzton her flok. And loo! The aungel of the Lord stood by sydis hem, and the clerenesse of God schynedet aboute hem, and thei dredden with greet drede.
- Baixo alemão (século XV) - Unde de herden weren in der suluen iegenode wakende. Unde helden de wake auer ere schape. Unde seet de engel des heren stunt by en unde de clarheit godes ummevench se unde se vruchteden sick myt groten vruchten.
- Alto alemão (século XVI) - Und es woren Hirten in derselbigen Gegend auf dem Feide bei den Hurden, die huteten des Nachts ihrer Herde Und siehe, des Herrn Engel trat zu ihnen, und die Klarheit des Herrn leuchtete um sie; und sie furchteten sich.
- Sueco (início do século XX) - I samma nejd voro då några herdar ute på marken och höllo vakt om natten över sin hjord. Då stod en Herrens ängel framför dem, och Herrens härlighet kringstrålade dem: och de blevo mycket förskräckta.

Tradução: Havia pastores na mesma região, que velavam e guardavam as vigílias da noite sobre seu rebanho. E eis que se apresentou um anjo do Senhor, e a glória do Senhor os rodeou de esplendor; e tiveram um grande temor. (Lucas 2:8-9)

## Comparativa léxica
Com o passar do tempo, alguns dos termos desta tabela sofreram certa modificação em seus significados originais. Por exemplo, a palavra alemã Sterben e outras que significam «morrer» são cognados da palavra inglesa starve, que significa «morrer de fome». Também há ao menos um exemplo de um empréstimo cuja origem não é germânica (ounce e seus cognados do latim).
| Inglês | Africâner | Dinamarquês | Neerlandês | Feroés      | Alemão      | Gótico  | Islandês | Escocês | Sueco     | Norueguês   | Iídiche                 |
| ------ | --------- | ----------- | ---------- | ----------- | ----------- | ------- | -------- | ------- | --------- | ----------- | ----------------------- |
| Apple  | Appel     | Æble        | Appel      | Súrepli     | Apfel       | Aplus   | Epli     | Aiple   | Äpple     | Eple        | עפּל (Epl)               |
| Board  | Bord      | Bræt        | Bord       | Borð        | Brett       | Baúrd   | Borð     | Buird   | Bord      | Bord        | ברעט (Bret)             |
| Book   | Boek      | Bog         | Boek       | Bók         | Buch        | Bóka    | Bók      | Beuk    | Bok       | Bok         | בוך (Buḫ)               |
| Breast | Bors      | Bryst       | Borst      | Bróst       | Brust       | Brusts  | Brjóst   | Breest  | Bröst     | Bryst       | ברוסט (Brust)           |
| Brown  | Bruin     | Brun        | Bruin      | Brúnt       | Braun       | Bruns   | Brúnn    | Broun   | Brun      | Brun        | ‫ברױן ‬ (Broyn)           |
| Day    | Day       | Dag         | Dag        | Dagur       | Tag         | Dags    | Dagur    | Day     | Dag       | Dag         | טאָג (Tog)               |
| Die    | Sterf     | Dø          | Sterven    | Doyggja     | Sterben     | Diwan   | Deyja    | Dee     | Dö        | Døy         | שטאַרבן (Štarbn)         |
| Enough | Genoeg    | Nok         | Genoeg     | Nóg         | Genug       | Ganóhs  | Nóg      | Eneuch  | Nog       | Nok         | גענוג (Genug)           |
| Give   | Gee       | Give        | Geven      | Geva        | Geben       | Giban   | Gefa     | Gie     | Giva/Ge   | Gi, Gje     | געבן (Gebn)             |
| Glass  | Glas      | Glas        | Glas       | Glas        | Glas        |         | Gler     | Gless   | Glas      | Glass       | גלאָז (Gloz)             |
| Gold   | Goud      | Guld        | Goud       | Gull        | Gold        | Gulþ    | Gull     | Gowd    | Guld      | Gull        | גאָלד (Gold)             |
| Hand   | Hand      | Hånd        | Hand       | Hond        | Hand        | Handus  | Hönd     | Haund   | Hand      | Hand        | האַנט (Hant)             |
| Head   | Kop       | Hoved       | Hoofd/Kop  | Høvd/Høvur  | Haupt/Kopf  | Háubiþ  | Höfuð    | Heid    | Huvud     | Hovud       | קאָפּ (Kop)               |
| High   | Hoog      | Høj         | Hoog       | Høg/ur      | Hoch        | Háuh    | Hár      | Heich   | Hög       | Høy         | הױך (Hoyḫ)              |
| Home   | Heim      | Hjem        | Thuis      | Heim        | Heim        | Háimóþ  | Heim     | Hame    | Hem       | Heim        | הײם (Heym)              |
| Hook   | Haak      | Krog        | Haak       | Haken       | Haken       |         | Krókur   | Heuk    | Hake/Krok | Krok        |                         |
| House  | Huis      | Hus         | Huis       | Hús         | Haus        | Hús     | Hús      | Hoose   | Hus       | Hus         | הױז (Hoyz)              |
| Many   | Menige    | Mange       | Menig      | Nógv        | Manch, Viel | Manags  | Margir   | Mony    | Många     | Mange       | אַ סך, פֿיל (A sakh, Fil) |
| Moon   | Maan      | Måne        | Maan       | Máni        | Mond        | Ména    | Tungl    | Muin    | Måne      | Måne        | לבֿנה (Levone)           |
| Night  | Nag       | Nat         | Nacht      | Nátt        | Nacht       | Nahts   | Nótt     | Nicht   | Natt      | Natt        | נאַכט (Naḫt)             |
| No     | Nee       | Nej         | Nee        | Nei         | Nein        | Né      | Nei      | Nae     | Nej       | Nei         | נײן (Neyn)              |
| Old    | Oud       | Gammel      | Oud        | Gamal/Gomul | Alt         | Sineigs | Gamall   | Auld    | Gammal    | Gammal      | אַלט (Alt)               |
| One    | Een       | En          | Een        | Ein         | Eins        | Áins    | Einn     | Ane     | En/ett    | Ein/ei/eitt | אײן (Eyn)               |
| Ounce  | Ons       | Unse        | Ons        |             | Unze        |         | Únsa     | Unce    | Uns       | Unse        |                         |
| Snow   | Sneeu     | Sne         | Sneeuw     | Kavi        | Schnee      | Snáiws  | Snjór    | Snaw    | Snö       | Snø         | שנײ (Šney)              |
| Stone  | Steen     | Sten        | Steen      | Steinur     | Stein       | Stáins  | Steinn   | Stane   | Sten      | Stein       | שטײן (Šteyn)            |
| That   | Dat       | Det         | Dat        | Hatta       | Das         | Þata    | Þetta    | That    | Det       | Det         | דאָס (Dos)               |
| Two    | Twee      | To          | Twee       | Tveir       | Zwei/Zwo    | Twái    | Tveir    | Twa     | Två       | To          | צװײ (Tsvey)             |
| Who    | Wie       | Hvem        | Wie        | Hvør        | Wer         | Has     | Hver     | Wha     | Vem       | Kven        | װער (Ver)               |
| Worm   | Wurm      | Orm         | Worm       | Ormur       | Wurm        | Maþa    | Ormur    | Wirm    | Mask, Orm | Orm         | װאָרעם (Vorem)           |

## Línguas germânicas como regionalismos linguísticos do Brasil
- Pomerano
- Riograndenser Hunsrückisch